# Newcastle United Football Club
Il Newcastle United Football Club è una società calcistica inglese con sede nella città di Newcastle upon Tyne. Dalla stagione 2017-2018 milita in Premier League, la massima divisione del campionato inglese, e disputa le proprie partite casalinghe al St James' Park, impianto da 52 305 posti a sedere.
Il club è stato fondato il 9 dicembre 1892 dalla fusione del Newcastle East End con il Newcastle West End. Nel corso della sua storia ha vinto quattro campionati di First Division, sei FA Cup, una EFL Cup, un Charity Shield, una Coppa delle Fiere ed una Coppa Intertoto, risultando quindi essere il nono club inglese per numero di trofei; il suo periodo di maggior successo risale al primo decennio del ventesimo secolo, quando conquistò tre campionati di First Division ed una FA Cup.

## Storia

### La fondazione (1880–1895)
Il Newcastle United trae origini dallo Stanley Cricket Club di Byker, che decise di creare una squadra di calcio nel novembre del 1881. La squadra cambiò nome in Newcastle East End l'anno successivo, assorbendo il Rosewood poco dopo, dando vita ad un ancor più forte club. Fu poi fondato anche il Newcastle West End, che diventò la maggior squadra della città, trovandosi peraltro in difficoltà economiche nel 1892, tanto che si arrivò alla fusione delle due squadre. Fu deciso che lo stadio sarebbe stato quello del West End, il St James' Park.
Nel dicembre 1892 il club decise di dare una nuova immagine e un nuovo nome alla squadra. Furono candidati diversi nomi, tra cui Newcastle Rangers e Newcastle City, prima che tutti si mettessero d'accordo su Newcastle United. La FA accettò il cambio di nome il 22 dicembre, ma il nuovo nome non fu ufficializzato fino al 6 settembre 1895, quando fu costituito il Newcastle United Football Club.

### La prima era (1895–1915)

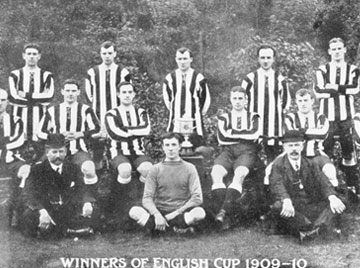
La formazione del Newcastle United che vinse la FA Cup nel 1910

Solo poco prima dell'inizio del Novecento il Newcastle riuscì a salire in Prima Divisione. Nonostante alcuni periodi burrascosi di difficoltà economiche, il Newcastle United arruolò numerosi giocatori talentuosi, diventando una delle potenze del campionato.
Il Newcastle vinse tre volte il campionato, nel 1905, nel 1907 e nel 1909, raggiungendo 5 volte la finale di FA Cup in 7 anni, vincendola però solo nel 1910. Risale tuttavia a questo periodo quella che ancora oggi è la sua peggior sconfitta in casa, addirittura 9-1 contro gli eterni rivali del Sunderland. A seguito di tale sconfitta, epica fu la lotta fra le due tifoserie.

### I successi (1915–1945)
Dopo la prima guerra mondiale, i primi anni venti regalarono al Newcastle nuovi successi. I bianconeri tornarono a vincere la FA Cup nel 1924 contro l'Aston Villa, nella seconda finale della storia giocata a Wembley. Tre anni più tardi, nel 1927, il Newcastle si aggiudicò anche il titolo inglese grazie ai gol del centravanti scozzese Hughie Gallacher. In questo periodo nelle file dei Magpies figuravano giocatori come Neil Harris, Stan Seymour e Frank Hudspeth. Seymour divenne negli anni successivi un'importante figura per il Newcastle, sia come giocatore, che come allenatore e direttore.
Nel 1934 conquistò nuovamente la FA Cup grazie ad un episodio rimasto famoso nella storia del calcio inglese, perché il gol nacque da un cross effettuato su una palla che era uscita dal campo, ma che l'arbitro considerò in gioco. Tuttavia in quello stesso anno la squadra fu retrocessa in Second Division.
Durante il periodo bellico, il Newcastle integrò in squadra Jackie Milburn, Tommy Walker e Bobby Cowell ma non vinse alcun trofeo.

### Il dopoguerra (1945–1978)

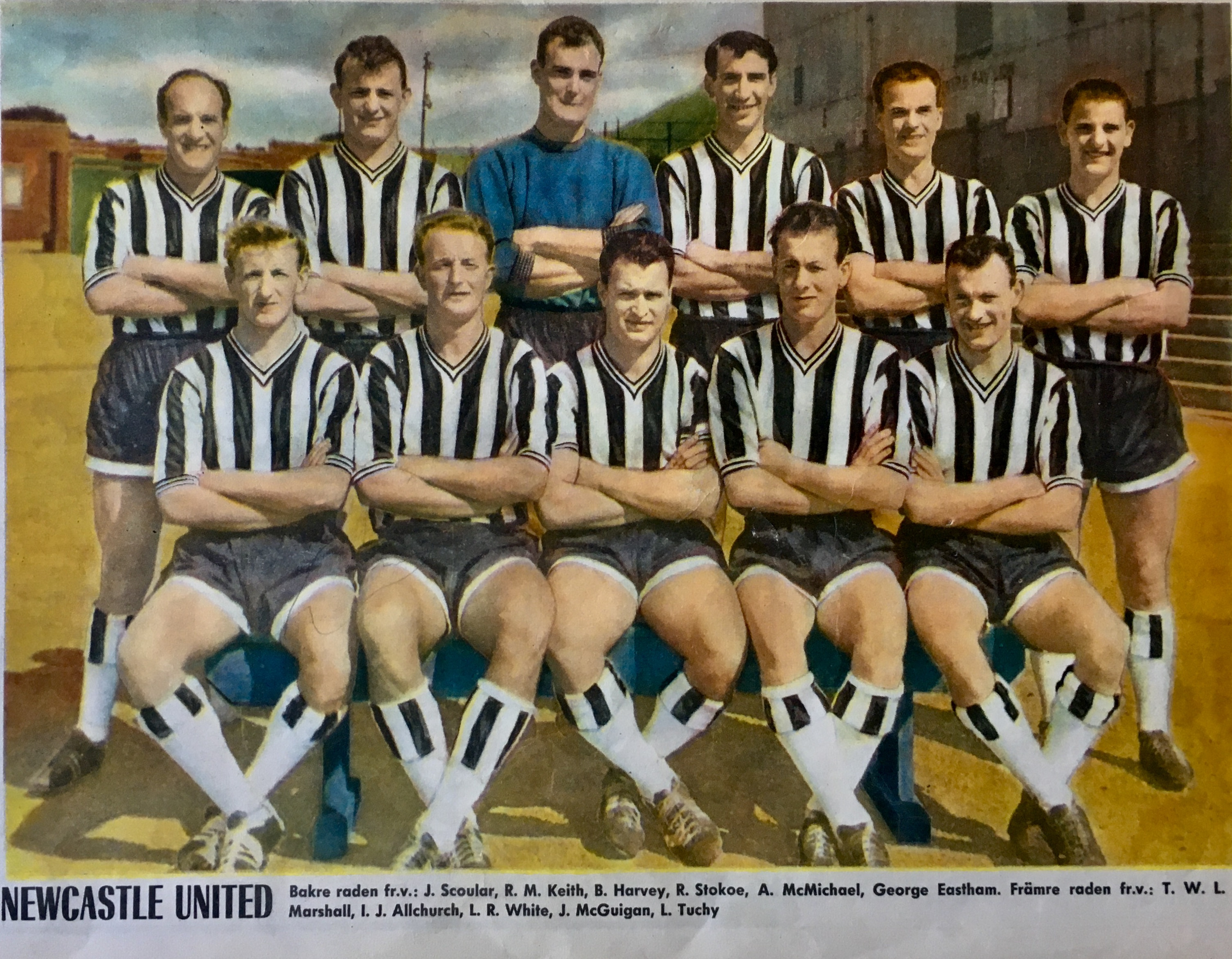
Una formazione del Newcastle United nel 1960.

Dopo la seconda guerra mondiale iniziò un processo di rinforzo della squadra sotto la guida dell'ex giocatore Stan Seymour, entrato a far parte del consiglio di amministrazione. Il nuovo Newcastle divenne un mix fra i talenti del vivaio come Jackie Milburn, Bobby Cowell e Ernie Taylor, e grandi acquisti come George Robledo, Bobby Mitchell, Joe Harvey e Frank Brennan. Il Newcastle ritornò in Prima Divisione nel 1948, sostenuto da un'alta media di pubblico (circa 57 000 persone a partita).
Negli anni cinquanta vinse per tre volte in cinque anni la FA Cup: nel 1951 sconfisse il Blackpool per 2-0, nel 1952 sconfisse l'Arsenal per 1-0 e nel 1955 sconfisse il Manchester City per 3-1. Nonostante la squadra fosse stata fra le protagoniste di questa decade, con stelle di prima grandezza come Ivor Allchurch, George Eastham e Len White, nel 1961 sprofondò nuovamente in Second Division, sotto la guida controversa dell'ex giocatore del Manchester United Charlie Mitten.
La ripresa del Newcastle iniziò a concretizzarsi col ritorno di Joe Harvey, stella dei bianconeri nel dopoguerra. Rapidamente i Magpies tornarono alla First Division vincendo il campionato cadetto del 1965. Nel 1968 conquistò la prima qualificazione europea, vincendo l'anno dopo il primo trofeo internazionale, la Coppa delle Fiere, con giocatori come il gallese Wyn Davies e i famosi Pop Robson, Bobby Moncur e Frank Clark.

Bobby Moncur riceve da Artemio Franchi la Coppa Anglo-Italiana del 1973.

Nel 1973 vinse la Coppa Anglo-Italiana, superando per 2-1 in finale il 3 giugno a Firenze la Fiorentina.
Dopo questo successo, altri grandi giocatori vestirono la maglia bianconera del Newcastle, come Jimmy Smith, Tony Green Terry Hibbitt e soprattutto il centravanti Malcolm Macdonald, uno degli eroi dei tifosi. Nel 1974 e nel 1976 guidò con i suoi gol la squadra alle finali di FA Cup contro il Liverpool e di League Cup contro il Manchester City rispettivamente. Però i bianconeri persero in entrambe le occasioni.

### I risultati discontinui (1978–1993)
Agli inizi degli anni ottanta il Newcastle era in crisi tant'è che tornò in Seconda Divisione. Ma nel 1982 il Newcastle, sotto la guida di Artur Cox, tornò alla ribalta con l'acquisto di uno dei più celebri giocatori del tempo, l'ala Kevin Keegan. Insieme a lui c'erano giocatori giovani come Peter Beardsley e Chris Waddle e i veterani Terry McDermott e David McCreery.
Il Newcastle tornò ad essere uno dei migliori club inglesi e lanciò un fenomeno come Paul Gascoigne dal proprio vivaio. Con Jack Charlton come direttore il Newcastle consolidò la propria posizione in Prima Divisione, ma poi la cessione di stelle come Beardsley, Waddle e lo stesso Gascoigne fece tornare il Newcastle in crisi, con gli stadi sempre meno popolati e le casse vuote.
I Magpies tornarono nella Seconda Divisione nel 1989 e nei tre anni successivi la crisi aumentò. Ci furono diversi cambiamenti sulla panchina del Newcastle, ma né Jim Smith e né Ossie Ardiles poterono fermare la crisi. Per evitare il crollo definitivo il Newcastle aveva bisogno di un salvatore. E riuscì a trovare non uno, ma ben due salvatori, ossia Sir John Hall e Kevin Keegan.

### Gli anni in Premier (1993–2008)

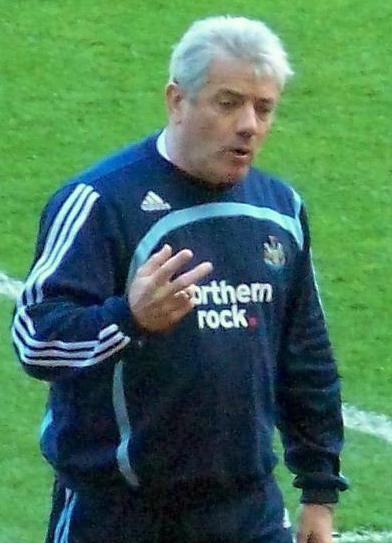
Kevin Keegan, allenatore del Newcastle United dal 1992 al 1997 e di nuovo nel 2008.

Infatti, nel 1992 Keegan tornò al Newcastle, stavolta come allenatore: riuscì a compiere il miracolo di salvare la squadra dalla retrocessione in terza divisione all'ultima giornata. Il nuovo padrone Sir John Hall salvò il club dalla bancarotta e con Keegan in panchina gli stadi cominciarono a riempirsi tant'è che il St. James Park fu anche ristrutturato grazie alle nuove finanze del club. Quello era solo l'inizio di un ciclo d'oro.
Il programma di rinforzo della squadra diede i risultati sperati e l'anno successivo lo United tornò in prima divisione, conquistando addirittura il terzo posto.
Dopo una stagione al sesto posto, seguirono due secondi posti consecutivi nel 1996 e nel 1997, entrambi dietro al Manchester Utd.
Vestirono in questo periodo la maglia bianconera giocatori del calibro di David Ginola, Faustino Asprilla, Les Ferdinand e nel 1996 arrivò il centravanti della nazionale Alan Shearer.
Keegan lasciò la squadra nel 1997 e Kenny Dalglish ne prese le redini. Il Newcastle si qualificò alla Champions League e Dalglish lo guidò anche alla finale, persa, di FA Cup. Questa prestazione fu eguagliata da Ruud Gullit, nuovo allenatore del Newcastle, l'anno successivo, dove questa volta i bianconeri persero contro il Manchester United. A seguito di una partenza negativa nella stagione 1999-2000, Gullit rassegnò le sue dimissioni.

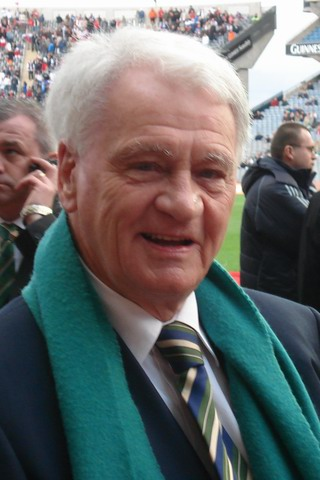
Bobby Robson, allenatore del club dal 1999 al 2004.

La squadra fu poi affidata a Bobby Robson, che costruì una squadra giovane e vivace. Dopo aver ottenuto la salvezza nella sua prima stagione e dopo un altro anno di assestamento (2000-2001), il Newcastle riuscì ad arrivare alla conquista di un posto in Champions League, tornando a qualificarsi per la massima manifestazione europea (2001-2002). Giocatori come Kieron Dyer (un acquisto di Gullit), Craig Bellamy e Laurent Robert fecero tornare il Newcastle alla gloria dei vecchi tempi.
Nella stagione successiva (2002-2003), il Newcastle riesce a superare il primo girone eliminatorio in una maniera incredibile, perdendo le prime tre partite e vincendo le altre tre. Nel turno successivo il Newcastle è inserito in un girone di ferro con Inter, Barcellona e Bayer Leverkusen e riesce ad arrivare solo terzo. In campionato il Newcastle arriva terzo qualificandosi di nuovo per la Champions League.
Il 2004 vede subito l'eliminazione del Newcastle al primo turno di Champions, sconfitto ai rigori dal Partizan Belgrado. I bianconeri inglesi furono dirottati sulla Coppa UEFA di cui raggiunsero le semifinali. In campionato, malgrado numerosi infortuni, il Newcastle raggiunse il quinto posto, qualificandosi per la Coppa UEFA.
La partenza del 2004-2005 non fu delle migliori. Bobby Robson venne esonerato a inizio stagione dopo sole quattro partite. Il motivo principale non fu il magro bottino raccolto (soli due punti in quattro partite), ma la rottura con i proprietari a causa di alcuni acquisti effettuati senza il suo parere, soprattutto quello di Patrick Kluivert e alcuni problemi con i propri giocatori. Il suo sostituto fu Graeme Souness, che tuttavia non riuscì a portare la squadra oltre metà classifica e nemmeno con l'Intertoto riuscì a qualificarla per le competizioni europee. Riesce comunque a raggiungere la semifinale di FA Cup, persa però contro il Manchester United.
Nella stagione 2005-2006 la società ingaggiò il centravanti del Real Madrid, già del Liverpool Michael Owen, stabilendo il record di trasferimento del Newcastle dopo quello di Alan Shearer. Oltre all'acquisto di Owen arrivarono altri ottimi giocatori come Albert Luque, Scott Parker ed Emre Belözoğlu, dimostrazione che la società voleva creare un grande progetto per il Newcastle. La stagione però inizia malissimo e Souness viene esonerato a febbraio mentre i bianconeri erano in zona retrocessione (15º posto). Fra i vari problemi c'era soprattutto una serie incredibile di infortuni; fra gli infortunati c'erano titolari come Owen, Parker e Dyer. Al posto di Souness viene ingaggiato Glean Roeder e Alan Shearer lo affianca come assistente. Il Newcastle si riprende in un modo straordinario e finisce la stagione al settimo posto, dopo 10 vittorie, 2 pareggi e 3 sconfitte in 15 partite. Roeder viene riconfermato e Alan Shearer si ritira dall'attività agonistica alla fine dell'anno, dopo una decina di stagioni con la maglia bianconera e dopo aver superato la soglia di duecento gol nella sua ultima stagione. Il suo addio al calcio viene celebrato in una serata in suo onore con una partita che Shearer non potrà giocare a causa di un infortunio, ma che comunque regala grandi emozioni con un gol di rigore segnato proprio da Alan.

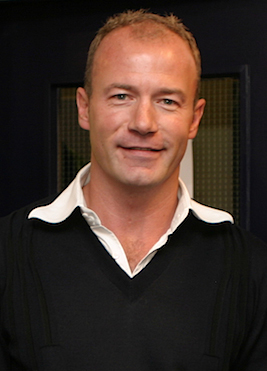
Alan Shearer, uno dei maggiori idoli della tifoseria bianconera.

A seguito del ritiro di Alan Shearer, viene nominato nuovo capitano della squadra Scott Parker. Nella stagione 2006-2007 vengono acquistati dal club giocatori di livello come Damien Duff, Obafemi Martins e Giuseppe Rossi, anche se quest'ultimo arriva in prestito per 4 mesi. La nuova stagione del Newcastle inizia male e dopo una sconfitta per 1-0 contro lo Sheffield United numerosi tifosi chiedono le dimissioni del presidente Freddy Shepherd e di altri dirigenti del club. Il 16 dicembre 2006 il Newcastle United viene nominato vincitore della Coppa Intertoto.
Il Newcastle non fa bene neanche nella FA Cup, dove prima il Birmingham City riesce a pareggiare 2-2 in casa all'ultimo minuto, mentre al St James' Park i bianconeri vengono umiliati con un 1-5. La crisi del Newcastle continua e tutto ciò viene aggravata quando la The Football Association accusa Emre di aver usato parole razziste/aggressive verso giocatori dell'Everton. Non vengono trovate prove per queste accuse e la questione si risolse in un nulla di fatto.
Mentre venivano approvati piani per un ampliamento dello stadio e il 30 aprile 2007 tornava finalmente Michael Owen in campo, la crisi del Newcastle in campionato era irreparabile, tant'è che il 6 maggio 2007 l'allenatore Glenn Roeder si dimise dal suo incarico. La stagione finisce il 13 maggio 2007 con un pareggio per 1-1 con il Watford ed il tredicesimo posto.
Dopo due giorni, il 15 maggio 2007, Sam Allardyce, fino ad allora tecnico del Bolton, diventa il nuovo allenatore dei Magpies. Allardyce comincia subito a rivoluzionare la squadra rilasciando sei giocatori fra cui Craig Moore, Titus Bramble e Antoine Sibierski.

### Il cambio di proprietà (2008–2010)
Il 23 maggio 2007 l'uomo d'affari Mike Ashley comprò l'intera partecipazione di Hall nel club, che corrispondeva al 41,6%, per 55 milioni di sterline. Il 7 giugno Freddy Shepherd e la Shepherd Offshore Services Ltd. accettarono di vendere la loro partecipazione nel club ad Ashley invitando gli altri azionisti a fare lo stesso. Mike Ashley accumulò sempre più azioni fino ad arrivare al 93,2% il 29 giugno 2007.
Con il nuovo presidente cominciarono ad arrivare anche nuovi giocatori: furono spesi in totale 18,4 milioni di sterline per comprare Joey Barton, David Rozehnal, Alan Smith e José Enrique, mentre arrivarono gratuitamente Mark Viduka, Geremi e Caçapa. Fra le varie cessioni occorre ricordare quella del capitano Scott Parker, venduto al West Ham per 7 milioni di sterline.
Il 24 luglio 2007 Chris Mort sostituì Freddy Shepherd come presidente del club. La nuova stagione iniziò l'11 agosto con una vittoria per 3-1 contro il Bolton, l'ex squadra di Allardyce. Allardyce in seguito fu esonerato e al suo posto ritorna sulla panchina del Newcastle Kevin Keegan. Durante il calciomercato invernale del 2008 il Newcastle cede al Manchester City una delle sue bandiere, il portiere Shay Given.
La stagione successiva si rivela ancora più difficile. L'allenatore Joe Kinnear inizialmente sembra ridare linfa alla squadra, ma a metà stagione inizia una fase calante, mentre Kinnear lascia il posto al suo assistente Chris Hughton per problemi di salute. Il 1º aprile 2009 è nominato nuovo tecnico Alan Shearer, ma la nomina non basta ad evitare, dopo 17 anni, una clamorosa retrocessione, sancita dalla sconfitta all'ultima giornata sul campo dell'Aston Villa (1-0) a causa di un autogol di Damien Duff, per una delle squadre più importanti d'Inghilterra e d'Europa. 

### Le retrocessioni (2010–2015)

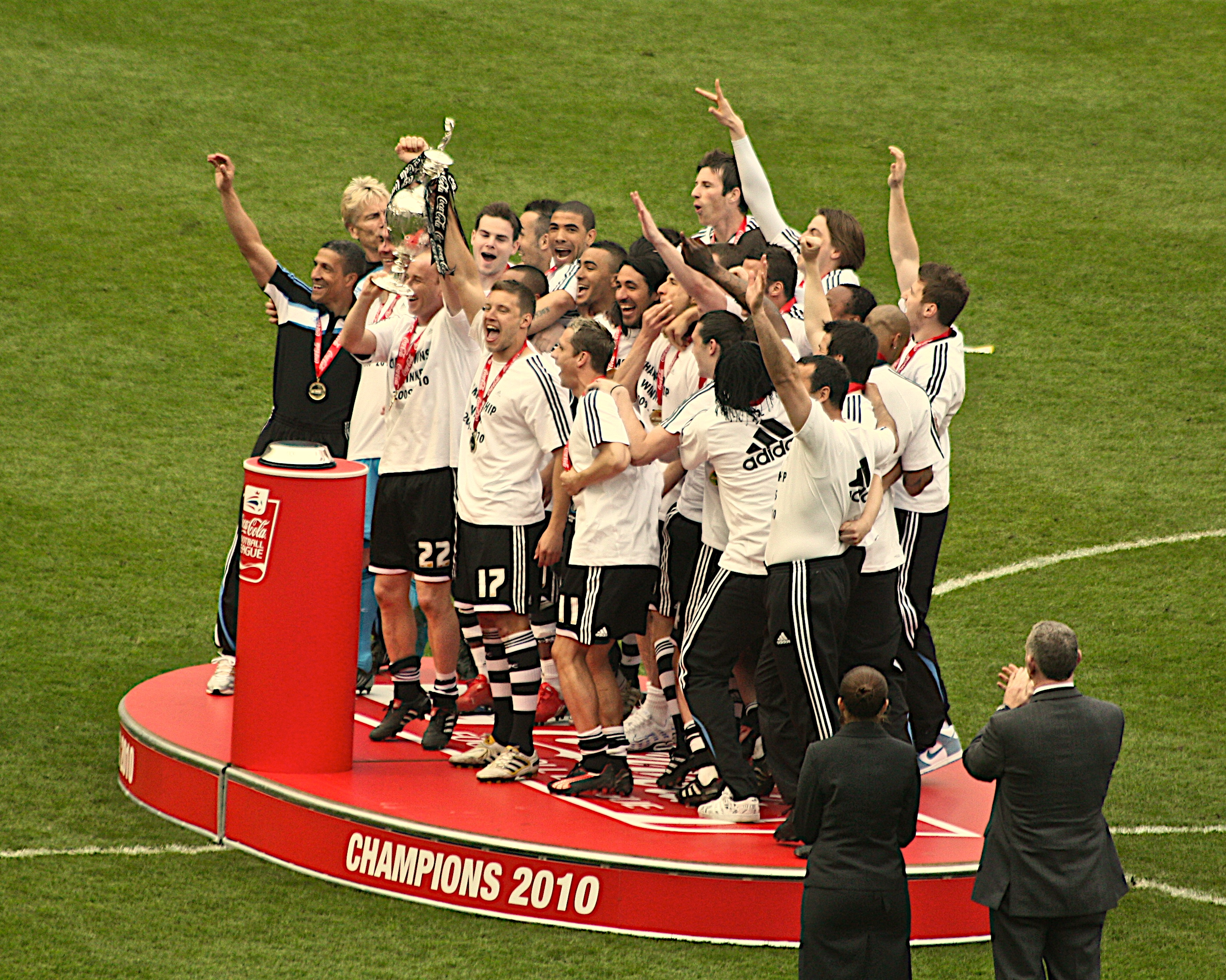
I giocatori del Newcastle United festeggiano la vittoria della Championship nel 2010

Nella stagione 2009-2010 il Newcastle, guidato dall'irlandese Chris Hughton, si issa subito in vetta al campionato di seconda divisione inglese, la Football League Championship, e già a Natale è a 8 punti di vantaggio sulla seconda classificata. Nell'aprile del 2010 guadagna l'aritmetica promozione in Premier League con ben 5 giornate di anticipo rispetto alla fine del torneo. Il club bianconero chiude al primo posto un campionato dominato, ottenendo 102 punti, quota record, 11 più del West Bromwich Albion secondo, e mantenendo l'imbattibilità casalinga, come nessuna squadra riusciva a fare da oltre un secolo.
Durante la sessione estiva di calciomercato la squadra, per evitare la retrocessione, attua una ricca campagna acquisti comprando giocatori come Hatem Ben Arfa, Cheik Tioté e Sol Campbell. In Premier League la squadra parte bene, riuscendo sempre a rimanere a metà classifica. Il 6 dicembre 2010, nonostante i risultati ampiamente sopra le aspettative, viene esonerato l'allenatore Chris Hughton al quale subentra Alan Pardew. A fine stagione la squadra si classifica dodicesima in Premier League e viene eliminata al terzo turno dallo Stevenage in FA Cup e agli ottavi di finale dall'Arsenal in Carling Cup.
Nella nuova stagione l'obiettivo non è più la salvezza ma la qualificazione alle coppe europee, per questo motivo la squadra attua una folta campagna di rinforzo: vengono infatti acquistati Gabriel Obertan, Demba Ba, Yohan Cabaye, Davide Santon e Sylvain Marveaux. La squadra si ritrova ai primi posti della Premier League fin dall'inizio. Tra marzo e aprile la squadra continua la sua stagione agganciando al quinto posto il Chelsea; tra i protagonisti di questa rimonta la coppia di attaccanti formata da Demba Ba e Papiss Cissé (arrivato a gennaio dal Friburgo) capace di mettere a segno complessivamente 30 gol. Il 6 aprile 2012 la formazione delle gazze si porta a -2 dal terzo posto occupato dalle due londinesi dell'Arsenal e del Tottenham (anche se con una partita in meno) e +3 sul Chelsea. A fine stagione la squadra chiude al quinto posto con 65 punti, qualificandosi per l'Europa League 2012-2013.
In vista della stagione 2012-2013 viene rinforzato il centrocampo con gli arrivi di Vurnon Anita, Romain Amalfitano e Gaël Bigirimana. Durante la sessione invernale di calciomercato viene ceduto Demba Ba al Chelsea e vengono acquistasti Mathieu Debuchy, Massadio Haïdara, Mapou Yanga-Mbiwa, Moussa Sissoko e Yoan Gouffran, tutti provenienti dalla Ligue 1, per cercare di risollevarsi dopo una prima parte di stagione sottotono. L'annata si chiude comunque in modo deludente: il Newcastle viene eliminato ai quarti di finale di Europa League dal Benfica e si piazza al 14º posto in Premier League, centrando la salvezza soltanto a poche giornate dal termine.
La stagione 2013-2014 inizia con la contestata nomina, nel giugno 2013, di Joe Kinnear a direttore sportivo. Il suo mandato ha vita breve: dopo otto mesi, criticato dai tifosi per l'abitudine di ingaggiare calciatori in prestito e per la cessione, nel gennaio 2014, di Yohan Cabaye al PSG per 20 milioni di sterline, si dimette. Mike Ashley si trova ad affrontare una vera e propria guerra con la tifoseria del Newcastle, che lo invita a vendere il club, e con i media, a molti dei quali Ashley, con l'accusa di inventare notizie allo scopo di screditare la sua persona, proibisce di presenziare alle conferenze stampa e al centro di allenamento della squadra. Per tutta la stagione la squadra riesce a stazionare nella prima metà della classifica e riesce anche a battere il Manchester United ad Old Trafford per la prima volta dal 1972. Il 1º marzo 2014 l'allenatore Pardew è squalificato per 7 giornate e multato di 60.000 sterline per aver rifilato una testata al centrocampista dell'Hull City David Meyler. Da quel momento la squadra perde otto delle successive dieci partite di campionato, terminando il torneo al 10º posto.
Il Newcastle torna a soffrire nella stagione 2014-2015. Nelle prime otto giornate i Magpies non ottengono neanche una vittoria in campionato, ma tra ottobre e novembre riescono a stabilire una striscia di imbattibilità di cinque giornate oltre ad eliminare dalla Coppa di Lega i detentori del Manchester City, battuti per 2-0 ed eliminati, con la qualificazione ai quarti di finale. Il 30 dicembre 2014 Pardew cede alle continue pressioni dei tifosi, che allo stadio con cartelli e striscioni chiedono platealmente che abbandoni l'incarico, e si dimette. Gli subentra il vice John Carver. Nelle successive partite la squadra ottiene solo 13 punti sui 50 disponibili. Dopo un girone di ritorno disastroso e una crisi senza eguali che vede i bianconeri crollare sul fondo della classifica, i Magpies si trovano a dover lottare per la salvezza fino all'ultima giornata, quando, grazie alla soffertissima vittoria per 2-0 contro il West Ham tra le mura amiche, scongiurano il pericolo della retrocessione. A fine stagione Carver è sollevato dall'incarico.

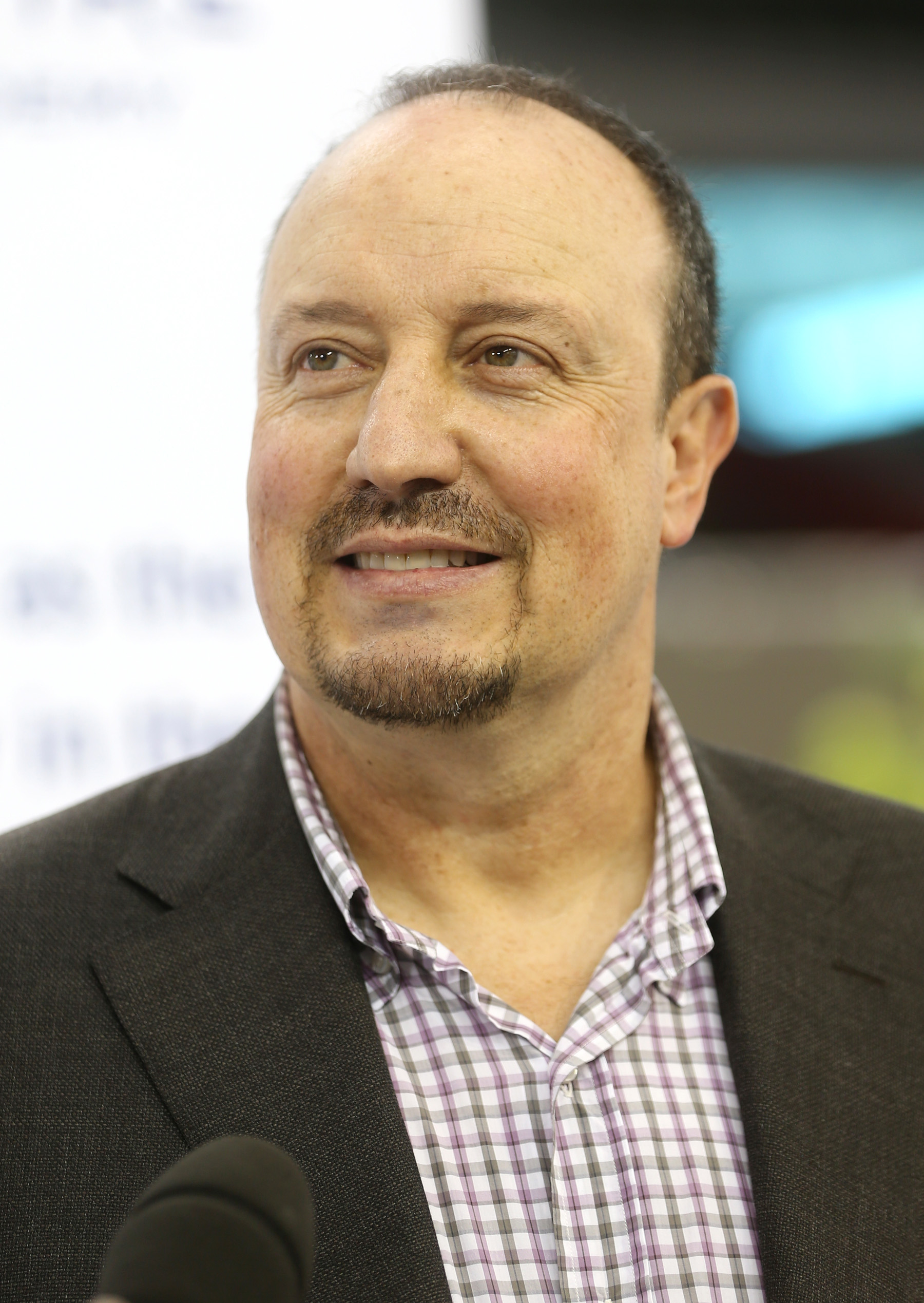
Rafael Benítez, allenatore del Newcastle United dal 2016 al 2019.

Nel 2015-2016 il Newcastle di Steve McClaren si presenta ai nastri di partenza della Premier League rinforzato dagli acquisti dei giovani Aleksandar Mitrović, Georginio Wijnaldum, Chancel Mbemba e Florian Thauvin. I Magpies, però, deludono le attese e arrivano alla fine di dicembre trovandosi negli ultimi tre posti in classifica. Nel mercato di gennaio arrivano Jonjo Shelvey, Andros Townsend, Henri Saivet e Seydou Doumbia, ma la tendenza negativa non cambia. A dieci giornate dalla fine del campionato, con il Newcastle penultimo con 24 punti dopo 28 giornate, il club esonera McClaren e l'11 marzo 2016 chiama in panchina l'ex tecnico del Real Madrid Rafa Benítez. Il tecnico spagnolo debutta pareggiando in casa con il Sunderland e perdendo a Norwich, fallendo dunque due scontri diretti che successivamente risulteranno decisivi per la salvezza. Pur migliorando la media-punti del suo predecessore con 10 punti in 9 partite, Benítez ottiene solo 2 vittorie in 10 incontri e non riesce ad evitare una dolorosa retrocessione, che è sancita con una giornata di anticipo con la vittoria per 3-0 ottenuta dal Sunderland contro l'Everton.

### Il ritorno in Premier (2015–2022)
Nel 2016-2017 i Magpies partono male in Championship, perdendo le prime due partite contro Fulham (1-0) e Huddersfield Town (1-2). Ciononostante, le serie di cinque e otto vittorie consecutive nelle successive quindici giornate consentono di avviare la corsa verso la promozione, messa in sicurezza con una striscia di imbattibilità durata undici turni fra gennaio e marzo e conquistata aritmeticamente il 24 aprile 2017, a due gare dal termine della stagione regolare, battendo per 4-1 il Preston North End. La squadra di Rafa Benítez, che il 7 maggio vince il campionato battendo all'ultima giornata il Barnsley, torna così in Premier League dopo appena una stagione.
La prima stagione in Premier dopo la risalita si conclude per il Newcastle United al decimo posto, miglior piazzamento degli ultimi quattro anni, mentre nella stagione 2018-2019 Benítez guida i suoi al tredicesimo posto. Per l'annata successiva, falliti i tentativi di rinnovo del contratto del tecnico spagnolo, la società ingaggia l'allenatore Steve Bruce, che guida i bianconeri a due piazzamenti consecutivi a metà classifica.

### Il cambio di proprietà (2022–)
Il 7 ottobre 2021, dopo quattordici anni di gestione Ashley, segnati da una crescente contestazione da parte dei tifosi per la carenza di risultati sportivi e varie scelte sportivo-manageriali impopolari, il club viene acquistato da un consorzio guidato dal Public Investment Fund, fondo sovrano dell'Arabia Saudita, affiancato da PCP Capital Partners e RB Sports & Media. Rilevata la squadra a rischio retrocessione, i nuovi proprietari sostituiscono in panchina Steve Bruce con Eddie Howe e intervengono subito con un'onerosa campagna acquisti, che permette al Newcastle di risalire fino all'11º posto. La stagione successiva vede la squadra sorprendere in campionato raggiungendo il quarto posto, dopo essere stato per la maggior parte del tempo al terzo posto, perso poi a discapito del Manchester United, squadra contro cui perde anche la finale di League Cup e tornando in Champions League a distanza di 20 anni dall'ultima volta. Il ritorno nella massima competizione per club europei è tuttavia molto complicato, dal momento che il Newcastle viene sorteggiato insieme a PSG, Borussia Dortmund e Milan, finendo ultimo nel girone con la magra consolazione del ritorno alla vittoria, un 4-1 rifilato ai parigini. In Premier il rendimento è peggiore dell'annata precedente e i Magpies finiscono settimi in classifica, non riuscendo ad agganciare la qualificazione a una competizione europea.

## Colori e simboli
I colori sociali sono il bianco ed il nero, la prima maglia è così composta: maglia a strisce verticali bianche e nere, pantaloncini neri con bande bianche laterali, calzettoni neri. I giocatori della squadra sono soprannominati Magpies, le gazze. La gazza è infatti il simbolo della città di Newcastle upon Tyne.

### Sponsor
| Sponsor ufficiali - Newcastle Breweries (1980-1986) - Greenall's Beers (1986-1990) - Newcastle Brown Ale (1990-2000) - NTL Incorporated (2000-2003) - Northern Rock (2003-2012) - Virgin Money UK (2012-2013) - Wonga.com (2013-2017) - Fun88 (2017-2023) - Sela (2023-) | Sponsor tecnici - Bukta Sport (1974-1975) - Umbro (1975-1976) - Bukta Sport (1976-1980) - Umbro (1980-1993) - ASICS (1993-1995) - Adidas (1995-2010) - Puma (2010-2021) - Castore (2021-2024) - Adidas (2024-) |

## Stadio
Il Newcastle United gioca le partite casalinghe al St James' Park, stadio con capienza di 52.305 spettatori.

## Cultura di massa
Il Newcastle United compare nel film Goal! (2005), in quanto i due personaggi principali della pellicola, Santiago Muñez e Gavin Harris (interpretati rispettivamente da Kuno Becker e Alessandro Nivola), giocano proprio nella squadra bianconera.
Mark Knopfler, cantautore e frontman-chitarrista dei Dire Straits, è un noto sostenitore del Newcastle United. Tra le sue varie produzioni, ha composto Going Home: Theme of the Local Hero, canzone diventata simbolo per i tifosi dei Magpies. Un altro fan del Newcastle United è Brian Johnson, cantante del gruppo hard rock australiano AC/DC, che è apparso anche nel sopracitato film Goal!. Altri sostenitori della squadra sono Sting, cantautore e bassista, ex leader e frontman dei Police, e David Nizaam Baksh, conosciuto anche come Brownsound, chitarrista e cantante del gruppo rock canadese Sum 41. Anche le cantanti Jade Thirlwall e Perrie Edwards (membri del gruppo Little Mix) sono tifose della squadra.

## Allenatori
Aggiornata al 1º luglio 2022. In corsivo gli allenatori ad interim.
| Nome             | Dal               | Al                | Risultati | Risultati | Risultati | Risultati | Risultati |
| Nome             | Dal               | Al                | G         | V         | N         | P         | %         |
| ---------------- | ----------------- | ----------------- | --------- | --------- | --------- | --------- | --------- |
| Frank Watt       | 1895              | 31 dicembre 1929  | 1 264     | 575       | 269       | 420       | 45,49     |
| Andy Cunningham  | 9 gennaio 1930    | 31 maggio 1935    | 251       | 105       | 45        | 101       | 41,83     |
| Tom Mather       | 5 giugno 1935     | 1 settembre 1939  | 179       | 78        | 32        | 69        | 43,58     |
| Stan Seymour     | 1 settembre 1939  | 13 giugno 1958    | 338       | 130       | 74        | 134       | 38,46     |
| George Martin    | 20 maggio 1947    | 14 dicembre 1950  | 155       | 76        | 40        | 39        | 49,03     |
| Doug Livingstone | 10 dicembre 1954  | 26 gennaio 1956   | 99        | 43        | 20        | 36        | 43,43     |
| Charlie Mitten   | 13 giugno 1958    | 18 ottobre 1961   | 145       | 53        | 28        | 64        | 36,55     |
| Norman Smith     | 18 ottobre 1961   | 1 giugno 1962     | 35        | 12        | 8         | 15        | 34,29     |
| Joe Harvey       | 1 giugno 1962     | 11 giugno 1975    | 591       | 224       | 152       | 215       | 37,90     |
| Gordon Lee       | 12 giugno 1975    | 30 gennaio 1977   | 74        | 28        | 20        | 26        | 37,84     |
| Richard Dinnis   | 2 febbraio 1977   | 9 novembre 1977   | 40        | 12        | 10        | 18        | 30,00     |
| Willie McFaul    | 9 novembre 1977   | 18 novembre 1977  | 1         | 0         | 0         | 1         | &0,00     |
| Bill McGarry     | 18 novembre 1977  | 31 agosto 1980    | 118       | 37        | 33        | 48        | 31,36     |
| Joe Harvey       | 31 agosto 1980    | 7 settembre 1980  | 3         | 2         | 1         | 0         | 66,67     |
| Arthur Cox       | 7 settembre 1980  | 24 maggio 1984    | 169       | 76        | 42        | 51        | 44,97     |
| Jack Charlton    | 14 agosto 1984    | 10 agosto 1985    | 48        | 15        | 15        | 18        | 31,25     |
| Willie McFaul    | 12 agosto 1985    | 10 ottobre 1988   | 149       | 52        | 41        | 56        | 34,90     |
| Colin Suggett    | 10 ottobre 1988   | 14 dicembre 1988  | 9         | 2         | 2         | 5         | 22,22     |
| Jim Smith        | 14 dicembre 1988  | 21 marzo 1991     | 121       | 44        | 38        | 39        | 36,36     |
| Bobby Saxton     | 21 marzo 1991     | 26 marzo 1991     | 1         | 0         | 1         | 0         | &0,00     |
| Osvaldo Ardiles  | 26 marzo 1991     | 5 febbraio 1992   | 47        | 10        | 18        | 19        | 21,28     |
| Kevin Keegan     | 5 febbraio 1992   | 8 gennaio 1997    | 251       | 138       | 51        | 62        | 54,98     |
| Terry McDermott  | 8 gennaio 1997    | 14 gennaio 1997   | 1         | 0         | 1         | 0         | &0,00     |
| Kenny Dalglish   | 14 gennaio 1997   | 27 agosto 1998    | 78        | 30        | 26        | 22        | 38,46     |
| Ruud Gullit      | 27 agosto 1998    | 28 agosto 1999    | 52        | 18        | 14        | 20        | 34,62     |
| Steve Clarke     | 22 agosto 1999    | 2 settembre 1999  | 1         | 0         | 0         | 1         | &0,00     |
| Bobby Robson     | 2 settembre 1999  | 30 agosto 2004    | 255       | 119       | 64        | 72        | 46,67     |
| John Carver      | 11 settembre 2004 | 13 settembre 2004 | 1         | 1         | 0         | 0         | 100,00&   |
| Graeme Souness   | 13 settembre 2004 | 2 febbraio 2006   | 87        | 39        | 19        | 29        | 44,83     |
| Glenn Roeder     | 2 febbraio 2006   | 6 maggio 2007     | 72        | 33        | 15        | 24        | 45,83     |
| Nigel Pearson    | 6 maggio 2007     | 15 maggio 2007    | 1         | 0         | 1         | 0         | &0,00     |
| Sam Allardyce    | 15 maggio 2007    | 9 gennaio 2008    | 24        | 8         | 6         | 10        | 33,33     |
| Nigel Pearson    | 9 gennaio 2008    | 16 gennaio 2008   | 2         | 1         | 0         | 1         | 50,00     |
| Kevin Keegan     | 16 gennaio 2008   | 4 settembre 2008  | 21        | 6         | 6         | 9         | 28,57     |
| Chris Hughton    | 8 settembre 2008  | 28 settembre 2008 | 3         | 0         | 0         | 3         | &0,00     |
| Joe Kinnear      | 29 settembre 2008 | 1 aprile 2009     | 18        | 4         | 8         | 6         | 22,22     |
| Chris Hughton    | 7 febbraio 2009   | 1 aprile 2009     | 6         | 1         | 2         | 3         | 16,67     |
| Alan Shearer     | 1 aprile 2009     | 24 maggio 2009    | 8         | 1         | 2         | 5         | 12,50     |
| Chris Hughton    | 24 maggio 2009    | 6 dicembre 2010   | 64        | 38        | 11        | 15        | 59,38     |
| Alan Pardew      | 9 dicembre 2010   | 30 dicembre 2014  | 185       | 71        | 41        | 73        | 38,38     |
| John Carver      | 1 gennaio 2015    | 9 giugno 2015     | 20        | 3         | 4         | 13        | 15,00     |
| Steve McClaren   | 10 giugno 2015    | 11 marzo 2016     | 31        | 7         | 6         | 18        | 22,58     |
| Rafael Benítez   | 11 marzo 2016     | 30 giugno 2019    | 146       | 62        | 31        | 34        | 42,47     |
| Steve Bruce      | 17 luglio 2019    | 20 ottobre 2021   | 97        | 28        | 28        | 41        | 28,87     |
| Graeme Jones     | 20 ottobre 2021   | 8 novembre 2021   | 3         | 0         | 2         | 1         | &0,00     |
| Eddie Howe       | 8 novembre 2021   | in carica         | 125       | 62        | 27        | 36        | 49,60     |

1. ↑  Le statistiche complessive da allenatore di Chris Hughton sono: G73, V39, N13, P21, V%53,42.

## Palmarès

### Competizioni nazionali
- Campionato inglese: 4

1904-1905, 1906-1907, 1908-1909, 1926-1927
- Coppa d'Inghilterra: 6

1909-1910, 1923-1924, 1931-1932, 1950-1951, 1951-1952, 1954-1955
- Coppa di Lega inglese: 1

2024-2025
- Charity Shield: 1

1909
- Campionato inglese di seconda divisione: 4

1964-1965, 1992-1993, 2009-2010, 2016-2017

### Competizioni internazionali
- Coppa delle Fiere: 1

1968-1969
- Coppa Intertoto UEFA: 1  (record inglese a pari merito con West Ham, Aston Villa e Fulham)

2006

### Altre competizioni
- Coppa Anglo-Italiana: 1

1973
- Texaco Cup: 2

1973-1974, 1974-1975

## Statistiche e record

### Statistiche

#### Partecipazioni ai campionati
| Livello | Categoria       | Partecipazioni | Debutto   | Ultima stagione | Totale |
| ------- | --------------- | -------------- | --------- | --------------- | ------ |
| 1º      | First Division  | 63             | 1898-1899 | 1988-1989       | 93     |
| 1º      | Premier League  | 30             | 1993-1994 | 2024-2025       | 93     |
| 2º      | Second Division | 25             | 1893-1894 | 1991-1992       | 28     |
| 2º      | First Division  | 1              | 1992-1993 | 1992-1993       | 28     |
| 2º      | Championship    | 2              | 2009-2010 | 2016-2017       | 28     |

#### Partecipazioni alle competizioni internazionali
| Competizione                               | Trofeo | Debutto   | Ultima stagione | Miglior risultato     | Partecipazioni | G  | V  | N  | P  | RF  | RS |
| ------------------------------------------ | ------ | --------- | --------------- | --------------------- | -------------- | -- | -- | -- | -- | --- | -- |
| Coppa dei Campioni / UEFA Champions League |        | 1997-1998 | 2023-2024       | Seconda fase a gironi | 4              | 30 | 12 | 5  | 13 | 39  | 40 |
| Coppa UEFA / Europa League                 |        | 1977-1978 | 2012-2013       | Semifinale            | 8              | 72 | 42 | 17 | 13 | 123 | 60 |
| Coppa delle Coppe UEFA                     |        | 1998-1999 | 1998-1999       | Primo Turno           | 1              | 2  | 1  | 0  | 1  | 2   | 2  |
| Coppa Intertoto UEFA                       |        | 1979-1980 | 1994-1995       | Vincitore             | 3              | 12 | 7  | 3  | 2  | 26  | 13 |
| Coppa delle Fiere                          |        | 1968-1969 | 1970-1971       | Vincitore             | 3              | 24 | 13 | 6  | 5  | 37  | 21 |

### Statistiche individuali
Dati aggiornati al 18 giugno 2022.
| Primato di presenze - 462 Shay Given (1997-2009) - 405 Alan Shearer (1996-2006) - 398 Frank Clark (1963-1975) - 398 Shola Ameobi (2000-2014) - 381 Rob Lee (1992-2002) - 345 David Craig (1962-1978) - 340 Willie McFaul (1966-1975) - 316 Bobby Moncur (1962-1974) - 315 Nolberto Solano (1998-2004, 2005-2007) - 314 Peter Beardsley (1983-1987, 1993-1997) | Primato di reti - 206 Alan Shearer (1996-2006) - 119 Malcolm McDonald (1971-1976) - 118 Peter Beardsley (1983-1987, 1993-1997) - 103 Len White (1953-1962) - 87 Pop Robson (1962-1971) - 79 Shola Ameobi (2000-2014) - 76 Jackie Milburn (1943-1957) - 68 Andy Cole (1993-1995) - 67 George Robledo (1949-1953) - 63 Micky Quinn (1989-1992) |

### Record
- Miglior vittoria in campionato: 13-0, contro Newport County, Second Division (5 ottobre 1946).
- Miglior marcatore in una stagione: 41 Andy Cole, 1993-94.
- Record di spettatori: 68.386, contro Chelsea, 3 settembre 1930, First Division.

## Tifoseria
I tifosi del Newcastle vivono un'accesa rivalità con quelli del Sunderland, con cui si disputa il cosiddetto Tyne-Wear Derby, storicamente uno dei derby più violenti d’Inghilterra.

## Organico

### Rosa 2025-2026
Rosa, numerazione sono aggiornati al 17 agosto 2025.
| N. |                        | Ruolo | Calciatore                  |
| -- | ---------------------- | ----- | --------------------------- |
| 1  | Inghilterra (bandiera) | P     | Nick Pope                   |
| 2  | Inghilterra (bandiera) | D     | Kieran Trippier             |
| 3  | Inghilterra (bandiera) | C     | Lewis Hall                  |
| 4  | Paesi Bassi (bandiera) | D     | Sven Botman                 |
| 5  | Svizzera (bandiera)    | D     | Fabian Schär                |
| 6  | Inghilterra (bandiera) | D     | Jamaal Lascelles (capitano) |
| 7  | Brasile (bandiera)     | C     | Joelinton                   |
| 8  | Italia (bandiera)      | C     | Sandro Tonali               |
| 10 | Inghilterra (bandiera) | A     | Anthony Gordon              |
| 11 | Inghilterra (bandiera) | C     | Harvey Barnes               |
| 12 | Germania (bandiera)    | D     | Malick Thiaw                |
| 13 | Inghilterra (bandiera) | D     | Matt Targett                |
| 14 | Svezia (bandiera)      | A     | Alexander Isak              |
| 17 | Svezia (bandiera)      | D     | Emil Krafth                 |

| N. |                        | Ruolo | Calciatore      |
| -- | ---------------------- | ----- | --------------- |
| 18 | Danimarca (bandiera)   | A     | William Osula   |
| 20 | Svezia (bandiera)      | A     | Anthony Elanga  |
| 21 | Inghilterra (bandiera) | D     | Tino Livramento |
| 23 | Inghilterra (bandiera) | C     | Jacob Murphy    |
| 28 | Inghilterra (bandiera) | C     | Joe Willock     |
| 29 | Inghilterra (bandiera) | P     | Mark Gillespie  |
| 30 | Scozia (bandiera)      | D     | Harrison Ashby  |
| 31 | Inghilterra (bandiera) | P     | Max Thompson    |
| 32 | Inghilterra (bandiera) | P     | Aaron Ramsdale  |
| 33 | Inghilterra (bandiera) | D     | Dan Burn        |
| 37 | Irlanda (bandiera)     | D     | Alex Murphy     |
| 39 | Brasile (bandiera)     | C     | Bruno Guimarães |
| 41 | Inghilterra (bandiera) | C     | Jacob Ramsey    |
| 67 | Inghilterra (bandiera) | C     | Lewis Miley     |

### Staff tecnico
Aggiornato all'8 novembre 2021.
- Eddie Howe - Allenatore
- Graeme Jones - Assistente allenatore
- Ben Dawson - Assistente allenatore
- Steve Agnew - Assistente allenatore
- Simon Smith - Allenatore portieri